# Orthoscapheus coryaceus
Orthoscapheus coryaceus är en insektsart som först beskrevs av Giglio-tos 1894.  Orthoscapheus coryaceus ingår i släktet Orthoscapheus och familjen gräshoppor. Inga underarter finns listade i Catalogue of Life.